# Championnat de Grenade de football 2016
Navigation
Saison précédente Saison suivante
La saison 2016 du Championnat de Grenade de football est la quarante-cinquième édition de la Premier Division, le championnat national à la Barbade. Les dix équipes engagées sont regroupées au sein d'une poule unique où elles s'affrontent à deux reprises. Le format du championnat évolue cette saison puisque les quatre premiers disputent une phase finale à élimination directe tandis que les 7e et 8e s'engagent dans un barrage de promotion-relégation contre les 3e et 4e de First Division. 
La fin de championnat est bouleversée par les incidents survenus à l'occasion des demi-finales : en effet, pour la demi-finale entre Paradise et Mount Rich FC, aucune des deux formations ne se présente au moment du coup d'envoi. Cependant, Hard Rock FC, vainqueur de l'autre demi-finale, ne semble pas avoir été sacré champion. Il bénéficie en revanche de la place réservée au représentant de Grenade en Championnat des clubs caribéens de la CONCACAF 2018.

## Les clubs participants
- Carib Hurricanes FC
- ASOMS Paradise
- Hard Rock FC
- Queens Park Rangers
- Fontenoy United
- Mount Rich FC - Promu de First Division
- St. John's Sports
- Chantimelle FC
- Boca Juniors
- Gouyave FC - Promu de First Division

## Compétition
Le barème de points servant à établir le classement se décompose ainsi :
- Victoire : 3 points
- Match nul : 1 point
- Défaite : 0 point

### Classement
| Rang | Équipe               | Pts | J  | G  | N | P  | Bp | Bc | Diff |
| ---- | -------------------- | --- | -- | -- | - | -- | -- | -- | ---- |
| 1    | ASOMS ParadiseC      | 44  | 18 | 13 | 5 | 0  | 48 | 23 | +25  |
| 2    | Hard Rock FC         | 40  | 18 | 12 | 3 | 3  | 43 | 19 | +24  |
| 3    | St. John's Sports    | 33  | 18 | 9  | 6 | 3  | 40 | 29 | +11  |
| 4    | Mount Rich FCP       | 27  | 18 | 7  | 6 | 5  | 38 | 30 | +8   |
| 5    | Carib Hurricanes FCT | 24  | 18 | 6  | 6 | 6  | 24 | 24 | 0    |
| 6    | Queens Park Rangers  | 20  | 18 | 4  | 8 | 6  | 35 | 33 | +2   |
| 7    | Chantimelle FC       | 17  | 18 | 4  | 5 | 9  | 26 | 38 | -12  |
| 8    | Fontenoy United      | 16  | 18 | 4  | 4 | 10 | 31 | 45 | -14  |
| 9    | Boca Juniors         | 13  | 18 | 2  | 7 | 9  | 26 | 42 | -16  |
| 10   | Gouyave FCP          | 11  | 18 | 3  | 2 | 13 | 19 | 47 | -28  |

|  | Qualification pour la phase finale                                                   |
|  | Participation au barrage de promotion-relégation                                     |
|  | Relégation en First Division                                                         |
|  | T : Tenant du titre C : Vainqueur de la Coupe de Grenade P : Promu de First Division |

### Phase finale
|  | Demi-finales           | Demi-finales           | Demi-finales           | Demi-finales           |              |  | Finale           | Finale           | Finale           | Finale           |
|  |                        |                        |                        |                        |              |  |                  |                  |                  |                  |
|  | 11 et 14 décembre 2016 | 11 et 14 décembre 2016 | 11 et 14 décembre 2016 | 11 et 14 décembre 2016 |              |  | 18 décembre 2016 | 18 décembre 2016 | 18 décembre 2016 | 18 décembre 2016 |
|  | 3                      | St. John's Sports      | 0                      | 0                      |              |  | 18 décembre 2016 | 18 décembre 2016 | 18 décembre 2016 | 18 décembre 2016 |
|  | 3                      | St. John's Sports      | 0                      | 0                      |              |  | 18 décembre 2016 | 18 décembre 2016 | 18 décembre 2016 | 18 décembre 2016 |
|  | 2                      | Hard Rock FC           | 3                      | 0                      |              |  | 18 décembre 2016 | 18 décembre 2016 | 18 décembre 2016 | 18 décembre 2016 |
|  | 2                      | Hard Rock FC           | 3                      | 0                      | Hard Rock FC |  |                  |                  |                  |                  |
|  | 11 et 14 décembre 2016 |                        |                        |                        |              |  |                  |                  |                  |                  |
|  |                        |                        | Forfait                |                        |              |  |                  |                  |                  |                  |
|  | 1                      | ASOMS Paradise         | forfait                | forfait                |              |  |                  |                  |                  |                  |
|  | 1                      | ASOMS Paradise         | forfait                | forfait                |              |  |                  |                  |                  |                  |
|  | 4                      | Mount Rich FC          | forfait                | forfait                |              |  |                  |                  |                  |                  |
|  | 4                      | Mount Rich FC          | forfait                | forfait                |              |  |                  |                  |                  |                  |

### Barrage de promotion-relégation
Chantimelle FC et Fontenoy United, septième et huitième de Premier Division, affrontent respectivement deux clubs de deuxième division, Grenada Boys Secondary School FC et Eagle Super Strikers. Cependant le duel entre Chantimelle et Grenada Boys Secondary School FC n'a pas lieu car ce dernier fait appel de sa relégation à l'issue de la saison dernière. Finalement la fédération accepte la réintégration du club au sein de l'élite et Chantimelle affronte donc finalement North Stars FC, en mars 2017. Toutes ces procédures entraînent un décalage dans le calendrier de la saison suivante, qui ne démarre qu'en juin.  
| Équipe 1                  | Résultat | Équipe 2        | Aller | Retour |
| ------------------------- | -------- | --------------- | ----- | ------ |
| Eagle Super Strikers (D2) | 2 - 1    | Fontenoy United | 1 - 1 | 1 - 0  |
| North Stars FC (D2)       | 2 - 9    | Chantimelle FC  | 1 - 5 | 1 - 4  |

- Eagle Super Strikers prend la place de Fontenoy United au sein de l'élite.

## Bilan de la saison
| Championnat de Grenade de football 2016             |                                  |
| Champion                                            | Aucun                            |
| Coupes et trophées                                  |                                  |
| Vainqueur de la Coupe de Grenade 2016               | ASOMS Paradise                   |
| Qualifications continentales                        |                                  |
| Championnat des clubs caribéens de la CONCACAF 2018 | Hard Rock FC                     |
| Promotions et relégations                           |                                  |
| Promus en Premier Division                          | Eagle Super Strikers             |
| Promus en Premier Division                          | Grenada Boys Secondary School FC |
| Promus en Premier Division                          | SAB Spartans SC                  |
| Promus en Premier Division                          | TA Marryshow Community College   |
| Relégués en First Division                          | Fontenoy United                  |
| Relégués en First Division                          | Boca Juniors                     |
| Relégués en First Division                          | Gouyave FC                       |